# 盧戈韋 (錫涅利尼科沃區)
48°28′19″N 35°24′29″E / 48.47194°N 35.40806°E
盧霍韋（烏克蘭語：Лугове），是烏克蘭的村落，位於該國中部第聶伯羅彼得羅夫斯克州，由錫內利尼科韋區負責管轄，距離什羅科斯莫連卡1.5公里，海拔高度75米，2001年人口18。